# Hausmannstätten
Hausmannstätten est une commune autrichienne du district de Graz-Umgebung en Styrie.